# كريستوفر باكوس
كريستوفر باكوس (بالإنجليزية: Christopher Backus) مواليد 30 أكتوبر 1981 في ميسيون فيجو، هو ممثل ومخرج وكاتب سيناريو أمريكي.
ظهر باكوس لأول مرة على التلفاز في مسلسل Will & Grace على قناة NBC، تلاه أدوار في The OC، وLife on Mars، وIt's Always Sunny in Philadelphia، وSons of Anarchy، وThe Mentalist، وPerception، وThe Last Templar. كما ظهر في أفلام مثل Redline بطولة Eddie Griffin و3 Days Gone من إخراج سكوت ماكولو.
انتقل باكوس مع صديقه روب ماكلهيني من مدينة نيويورك إلى لوس أنجلوس خلال الموسم التجريبي لعام 2003. بعد وقت قصير من وصوله، حصل باكوس على دوره الأول في بنيامين سبليتس، بينما طور ماكلهيني المسرحية الهزلية إنها دائمًا مشمسة في فيلادلفيا. بعد حصوله على الأدوار الداعمة في برنامج NBC الناجح Will & Grace وFox's The O.C.، لعب باكوس دور البطولة أمام دومينيك سوين في All In لنيك فاليلونجا. عاد إلى التلفزيون في فيلم ضخم لمالك بدر حيث قام بتصوير قائد فرقة روك مستقلة. قام ببطولة فيلم "3 Days Gone" مع باتريك جيه آدامز، و"لا شيء شخصي" مع باز دي لا هويرتا، و"المصعد" مع جون جيتز وأنيتا بريم.
عاد باكوس إلى التلفزيون ليلعب دور قائد فرقة Weather Underground في دراما الحياة على المريخ على قناة ABC، ثم عاد للعمل مع المخرج نيك فاليلونجا في فيلم غربي مع مايكل بين وجيمس روسو في فيلم Yellow Rock.
في عام 2011، تم عرض الفيلم الروائي Union Square، الذي شاركت في كتابته وإخراجه نانسي سافوكا، الحائزة على جائزة لجنة التحكيم الكبرى في مهرجان صندانس السينمائي، لأول مرة في مهرجان تورونتو السينمائي. يظهر باكوس فيه جنبًا إلى جنب مع ميرا سورفينو وباتي لوبون وتامي بلانشارد ومايك دويل ومايكل ريسبولي.
في صيف 2011، ظهرت باكوس في دور مارلين ديتريش في فيلم My Fair Lidy.
في عام 2012، لعب دور ماركوس في فيلم بين الأصدقاء، من إخراج "ملكة الصراخ" دانييل هاريس.
تم تعيين Backus لإخراج فيلم تشويق بعنوان The Sessionist، لكنه انسحب من المشروع بسبب الاختلافات الإبداعية.
التقى باكوس بميرا سورفينو في حفل تمثيلي لأحد الأصدقاء في أغسطس 2003. في 11 يونيو 2004، تزوجا في حفل مدني خاص في محكمة سانتا باربرا، كاليفورنيا، ثم أقيم لاحقًا حفل على قمة التل في كابري، إيطاليا. الزوجان لديهما أربعة أطفال. لقد لعب أيضًا دور البطولة في أفلام مع سورفينو مثل طيش و أمهات وبنات.

## أعماله
- ذا منتاليست
- ذا أو سي (مسلسل)
- أبناء الفوضى
- فيلادلفيا دائما مشمسة
- ويل وغريس

## روابط خارجية
- كريستوفر باكوس على موقع IMDb (الإنجليزية)
- كريستوفر باكوس على موقع ألو سيني (الفرنسية)
- كريستوفر باكوس على موقع أول موفي (الإنجليزية)
- كريستوفر باكوس على موقع قاعدة بيانات الفيلم (الإنجليزية)
- كريستوفر باكوس على موقع كينوبويسك (الروسية)